# Śmiałek antarktyczny
Śmiałek antarktyczny (Deschampsia antarctica) – gatunek byliny należący do rodziny wiechlinowatych. Jeden z dwóch gatunków roślin naczyniowych występujących na Antarktydzie.

## Zasięg geograficzny
Występuje w Antarktyce, na Falklandach oraz na południowych krańcach Argentyny i Chile. Śmiałek antarktyczny jest jednym z dwóch gatunków roślin naczyniowych, występujących naturalnie w Antarktyce (wraz z kolobantem antarktycznym z rodziny goździkowatych), przy czym wraz z człowiekiem w jego siedlisku pojawiły się kolejne gatunki. Najdalej na południu gatunek ten stwierdzony został na wyspie Alamode z archipelagu Terra Firma przy zachodnim wybrzeżu Półwyspu Antarktycznego na 68°42' szerokości południowej. Globalne ocieplenie spowodowało 25-krotny wzrost zasięgu tego gatunku w latach 1964–1990.

## Morfologia
PokrójBylina tworząca kępy, zwykle o wysokości 10–30 cm.
LiścieBlaszki liści o szerokości 2,5–3 mm są wąskie i spłaszczone. Języczek liściowy o długości 4–8 mm.
KwiatyZebrane w wiechę o długości 5–20 cm złożoną z 2–3 kwiatowych kłosków. Pojedynczy kłosek ma długość 5–7 mm.
OwocCiemnobrązowy ziarniak o długości 1–1,2 mm.